# Baicheng
Baicheng (白城 ; pinyin : Báichéng) est une ville du nord-ouest de la province du Jilin en Chine.

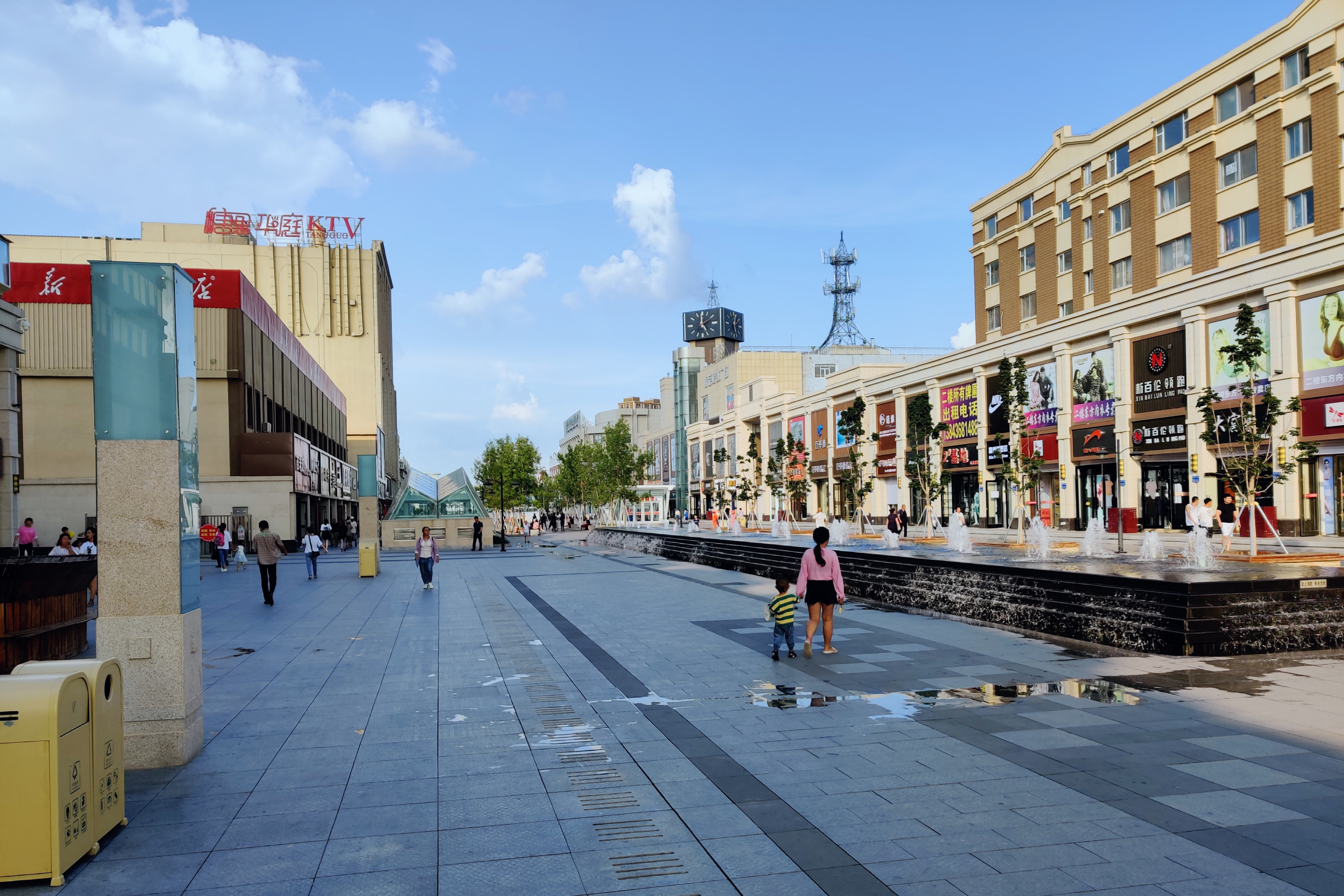

## Subdivisions administratives
La ville-préfecture de Baicheng exerce sa juridiction sur cinq subdivisions - un district, deux villes-districts et deux xian :
- le district de Taobei - 洮北区 Táoběi Qū ;
- la ville de Da'an - 大安市 Dà'ān Shì ;
- la ville de Taonan - 洮南市 Táonán Shì ;
- le xian de Zhenlai - 镇赉县 Zhènlài Xiàn ;
- le xian de Tongyu - 通榆县 Tōngyú Xiàn.